# Mihulcza Czuba
Mihulcza Czuba (słow. Mihulčie, 1214 m) – wzniesienie w masywie Osobitej w słowackich Tatrach Zachodnich. Znajduje się w północno-wschodnim grzbiecie Rzędowego Zwornika, który poprzez Mihulcze Siodło (1230 m) i Mihulczą Czubę ciągnie się do Koziego Gronika. Grzbiet ten tworzy granicę między Doliną Bobrowiecką Orawską a Doliną Mihulczą. Od wierzchołka Mihulczej Czuby w północno-zachodnim kierunku odchodzi krótka grzęda oddzielająca dolinki dwóch nienazwanych potoków. Południowo-wschodnie stoki Mihulczej Czuby opadają do Żlebu pod Siodło. Właściwie Mihulcza Czuba nie jest szczytem, lecz załamaniem grani; łagodnie i równo opadająca od Mihulczego Siodła grań na Mihulczej Czubie nabiera nagle stromości.
Mihulcza Czuba jest niemal całkowicie zalesiona. Jedynie na grzbiecie Mihulczego Siodła znajduje się zarastająca polana Siodło będąca pozostałością dawnego pasterstwa. Dawniej jednak Mihulcza Czuba była znacznie bardziej bezleśna. Na zdjęciach lotniczych słowackiej mapy widoczne są świeże zalesienia na całym stoku opadającym do Żlebu pod Siodło, bezleśne tereny na tym stoku zaznaczane są również na mapie topograficznej.